# ГЕС Wūjīnxiá
ГЕС Wūjīnxiá (乌金峡水电站) — гідроелектростанція на півночі Китаю у провінції Ганьсу. Знаходячись між ГЕС Dàxiá (вище за течією) та ГЕС Шапотоу, входить до складу каскаду на одній із найбільших річок світу Хуанхе.
У межах проєкту річку перекрили бетонною гравітаційною греблею висотою 55 метра та довжиною 297 метрів. Вона утримує водосховище з об'ємом 23,7 млн м3 та припустимим коливанням рівня поверхні в операційному режимі між позначками 1434 та 1436 метрів НРМ (під час повені до 1437 метрів НРМ).
Інтегрований у греблю машинний зал обладнали чотирма бульбовими турбінами потужністю по 35 МВт, які використовують напір у 9,2 метра та забезпечують виробництво 683 млн кВт·год електроенергії на рік.
Видача продукції відбувається по ЛЕП, розрахованій на роботу під напругою 110 кВ.